# Arrastão da Lagoinha
O Grêmio Recreativo Escola de Samba Arrastão da Lagoinha e uma escola de samba de Nova Iguaçu, sediada no bairro da Lagoinha. Muitos integrantes da Delírio da Zona Oeste, sua madrinha.

## História
Iniciou-se como bloco carnavalesco, em 2010,[carece de fontes?] ano em que converteu-se em escola de samba.
No ano de 2012 a agremiação desfilou com um enredo afro, temática esta proposta a todas escolas da cidade naquele ano. Após perder 10 pontos por falta de componentes na bateria e desfilar com contingente abaixo do mínimo permitido - 350 pessoas por escola, acabu penalizada e rebaixada.
Para o carnaval de 2013 a Lagoinha preparou um enredo que visava relembrar os carnavais antigos. Primeira entre quatro escolas a desfilar no domingo, seu carnavalesco Fabiano Bizarelli criticou a Prefeitura por repassar subvenção menor que o valor previsto, o que gerou o cancelamento do concurso da cidade, com desfile sem caráter competitivo.

## Segmentos

### Presidentes
| Nome              | Mandato               | Ref.        |
| ----------------- | --------------------- | ----------- |
| Francisco Mariano | Fundação - atualidade | [ 4 ] [ 5 ] |

### Diretores
| Ano  | Diretor de Carnaval | Diretor geral de harmonia | Mestre de bateria | Ref.  |
| ---- | ------------------- | ------------------------- | ----------------- | ----- |
| 2013 | Felipe Machado      | Jorge Matias              | Marcelo           | [ 4 ] |
| 2016 |                     |                           |                   |       |

### Coreógrafo
| Ano  | Nome | Ref. |
| ---- | ---- | ---- |
| 2013 |      |      |

### Casal de Mestre-sala e Porta-bandeira
| Ano  | Nome         | Ref.  |
| ---- | ------------ | ----- |
| 2013 | Suelem e Leo | [ 4 ] |

### Rainhas de bateria
| Período | Rainha        | Madrinha | Ref.  |
| ------- | ------------- | -------- | ----- |
| 2013    | Jéssica Neves | -        | [ 4 ] |

## Carnavais
| Ano  | Colocação            | Grupo     | Enredo                                                                  | Carnavalesco                            | Ref         |
| ---- | -------------------- | --------- | ----------------------------------------------------------------------- | --------------------------------------- | ----------- |
| 2011 | Avaliação            | Avaliação | Chica da Silva, a jóia que brilhou mais que os diamantes do contratador | Gilson Calos Senna e Reinaldo           |             |
| 2012 | 13°lugar             | ÚNICO     | Soberania africana, a Lagoinha viaja pelo reino de todas as Áfricas     | Gilson Carlos Senna e Fabiano Bizarello | [ 1 ] [ 6 ] |
| 2013 | Não houve competição | ÚNICO     | A Lagoinha em festa relembra os antigos carnavais                       | Gilson Carlos Senna e Fabiano Bizarello | [ 4 ] [ 7 ] |
| 2014 | 6º lugar             | ÚNICO     | Vamos brincar de inventar. A Lagoinha viaja pelo mundo infantil.        | Fabiano Bizarello                       | [ 8 ] [ 9 ] |
| 2015 | Desfile cancelado    | Especial  | Façam suas apostas: A Lagoinha vira o jogo                              | Fabiano Bizarello                       | [ 10 ]      |
| 2016 |                      | Especial  | Intérprete:Cuca e Zezé                                                  | Fabiano Bizarello                       |             |